# أم لصفا
أم لصفا هي قرية فلسطينية، من قرى محافظة الخليل، تقع إلى الجنوب الشرقي من يطا. وهي من القرى التي احتلتها إسرائيل خلال حرب 1967.
تعتبر من ضمن مجلس بلدي خلة الميّة الذي يضم: خلة المية، والديرات، والرفاعية، وأم الشقحان، وأم العمد (سهل واد الماء)، والبويب.

## سبب التسمية
هناك عدة روايات حول سبب التسمية؛ الرواية الأولى تتحدث عن أميرة رومانية تدعى ( صفا ) حكمت المنطقة إبان العهد الروماني؛ و مع تقادم الزمن وبقليل من التحوير لاسم الأميرة أصبح اسم المنطقة كما هو الآن؛ نسبة إلى الأميرة نفسها.
أما الرواية الثانية وهي الأقرب إلى الصواب، أن الاسم جاء من الاشعاعات ( البريق و اللمعان ) المنبعثة من سطح الصخور عند سطوع الشمس عليها بعد نزول المطر.

## التاريخ
يعود تاريخ القرية إلى العهد الروماني، حيث عُثر على بقايا قصر روماني في المنطقة والعديد من القطع الأثرية المعدنية والفخارية التي ترجع إلى العهد نفسه، كما يوجد في القرية خربة قديمة مكونة من عدة كهوف و أبنية حجرية قديمة.

### الحكم الأردني
أوائل خمسينيات القرن العشرين أتُبعت القرية للإدارة الأردنية بعد حرب 1948 نتيجةً لاتفاقيات الهدنة عام 1949.

### حرب 1967
وقعت القرية تحت الاحتلال الإسرائيلي بعد حرب 1967.

### السلطة الفلسطينية
بعد تأسيس السلطة الوطنية الفلسطينية عام 1994 نتيجةً لاتفاق السلام بين منظمة التحرير الفلسطينية وإسرائيل عام 1993، تسلمت القرية ووضعتها تحت سيطرتها المدنية.

## الجغرافيا
يحدها من الشمال قريتي الديرات والرفاعية، ويحدها من الشرق التجمعات البدوية، ومن الجنوب بلدة الكرمل ومن الغرب قرية خلة المية.

## السكان
بلغ عدد سكان قريتي أم لصفَا وأبو شبان عام 2017 حوالي (1,648) نسمة وفق الجهاز المركزي للإحصاء الفلسطيني.

## البنية التحتية

### الأماكن الدينية والمرافق العامة
يوجد في القرية مسجدين هما: مسجد بلال ابن رباح ومسجد أبو عبيدة، و مدرسة واحدة مختلطة تحتوي على جميع الصفوف الأساسية اسمها مدرسة أم لصفا الأساسية المختلطة.
كما يوجد فيها رياض أطفال، وعيادة صحية وصيدلية.

### الزراعة
يزرع أهالي القرية الحنطة والشعير والكرسنة، بالإضافة إلى الخضروات صيفاً مثل البندورة والكوسا والفقوس، كما ويزرعون العنب واللوزيات والتين والزيتون، كما ويقومون بتربية المواشي من أغنام وماعز وعدد قليل من الإبل، بالإضافة إلى الدواجن والشنار والأرانب.
يوجد في القرية عدد من الينابيع، مثل بئر أبو شبان وطور العين وعين البيضاء.
إلا أنه يجدر الإشارة أن الاهتمام بالزراعة في الآونة الأخيرة قد تراجع بنسبة ملحوظة، بسبب اعتماد أهالي المنطقة على العمل داخل الخط الأخضر كمصدر للرزق.

## الاعتداءات الإسرائيلية
تتعرض قرية أم لصفا للعديد من الإنتهاكات منها، هدم منازل المواطنين بحجة البناء بدون ترخيص، وإقتحام القرية وإخطار المواطنين بوقف العمل في آبار المياه، وتعرض العديد من أراضي المواطنين للمصادرة من قبل قوات الاحتلال من أجل إقامة طرق إلتفافية وتوسيع المستوطنات.
في 8 يوليو 2024، دمرت جرافات الاحتلال الإسرائيلي مدرسة خلة عميرة الأساسية الحكومية الواقعة في تجمع أم لصفا التابع لبلدية خلة المية شرق مدينة يطا جنوب شرق محافظة الخليل.